# Станьяр, Стэнли
Стэнли Бёртон (Стэн) Станьяр (англ. Stanley Burton "Stan" Stanyar; 29 декабря 1905, Гатино, Квебек — 5 июня 1983, Val-des-Monts, Квебек) — канадский гребец, выступавший за сборную Канады по академической гребле в начале 1930-х годов. Бронзовый призёр летних Олимпийских игр в Лос-Анджелесе, победитель многих региональных соревнований в составе гамильтонского лодочного клуба «Леандер». Также известен как регби-футболист, игрок команды «Оттава Раф Райдерс».

## Биография
Стэнли Станьяр родился 29 декабря 1905 года в городе Гатино провинции Квебек, Канада.
Во время учёбы в Глибской средней школе в Оттаве занимался боксом и академической греблей, а также в 1926—1929 годах выступал за местную команду «Оттава Сенаторз» по регби-футболу. Позже поступил в Университет Макгилла в Монреале, но через некоторое время переехал на постоянное жительство в Гамильтон, где стал членом лодочного клуба «Леандер» — в его составе неоднократно становился победителем и призёром различных соревнований регионального значения.
Наивысшего успеха как спортсмен добился в сезоне 1932 года, когда со своим клубом выиграл Королевскую канадскую регату Хенли, вошёл в основной состав канадской национальной сборной и благодаря череде удачных выступлений удостоился права защищать честь страны на летних Олимпийских играх в Лос-Анджелесе. В программе распашных рулевых восьмёрок вместе с гребцами Эрлом Иствудом, Джозефом Харрисом, Гарри Фраем, Седриком Лидделлом, Уильямом Тобурном, Доном Боалом, Альбертом Тейлором и рулевым Лесом Макдональдом занял второе место в предварительном квалификационном заезде, уступив более четырёх секунд экипажу Соединённых Штатов, собранному из студентов Калифорнийского университета в Беркли, и не смог отобраться в финал напрямую. Тем не менее, в дополнительном отборочном заезде одержал убедительную победу, опередив команды из Германии и Японии — тем самым всё же вышел в финальную стадию соревнований. В решающем финальном заезде безоговорочными лидерами стали американцы и итальянцы, завоевавшие золотые и серебряные медали соответственно, тогда как канадцы в напряжённой борьбе за третье место всего на 0,4 секунды опередили титулованных гребцов из Великобритании, победителей нескольких последних Королевских регат Хенли. Стэнли Станьяр, таким образом, вместе со своей командой стал обладателем бронзовой олимпийской медали.
После лос-анджелесской Олимпиады осенью 1933 года Станьяр возобновил карьеру игрока в канадский футбол и вновь переехал в Оттаву, где в течение некоторого времени играл за команду «Сенаторов», которую на тот момент уже переименовали в «Оттава Раф Райдерс».
Завершив спортивную карьеру, в 1938 году приобрёл землю в провинции Квебек, решив построить здесь загородный отель — ныне это место известно как Валь-де-Мон. Однако его планы нарушила Вторая мировая война, Станьяр был призван на службу в Сухопутные войска Канады. Впоследствии ему всё же удалось воплотить свою задумку — был основан отель The Stanyar House Bed & Breakfast, который затем управлялся его сыном.
Умер 5 июня 1983 года в провинции Квебек в возрасте 77 лет.